# Verkehrsnetz
Verkehrsnetz (oder Transportnetzwerk, Verkehrswegenetz; englisch transport network) ist der Oberbegriff für eine Verkehrsinfrastruktur, welche die Vernetzung der Verkehrswege innerhalb des Land-, Wasser-, Luft-, Leitungs- und Nachrichtenverkehrs betrifft.

## Allgemeines
Das Verkehrsnetz besteht aus der Gesamtheit aller Anlagen auf oder unter der Erdoberfläche, auf denen sich die räumliche Fortbewegung von Personen und Gütern vollzieht. Verkehrsnetze sind Bestandteil der Verkehrsinfrastruktur.
Die Vernetzung erfolgt durch Herstellen oder Erweitern von Verkehrsverbindungen zwischen den einzelnen Systemelementen. Dabei wird das einzelne System als Netzwerk bezeichnet. Verkehrsnetze bilden einen Teil der immateriellen Verkehrsinfrastruktur, ihre Elemente wie beispielsweise die Straßen eines Straßennetzes gehören zur materiellen Verkehrsinfrastruktur. Ein Verkehrsnetz entsteht bei Straßen dadurch, dass sie Orte miteinander verbinden und dabei durch Kreuzungen oder Anschlussstellen mit anderen Straßen verknüpft sind.

## Arten
Jede Verkehrsart besitzt ein eigenes, für sie entwickeltes Verkehrsnetz. 
| Verkehrsart        | Netzwerk                                               | Verkehrsinfrastruktur |
| ------------------ | ------------------------------------------------------ | --- |
| Straßenverkehr     | Straßennetz                                            | Straßen, Straßenbrücken, Straßentunnel, Straßenverkehrsrecht, Verkehrsüberwachung                                                      |
| Bahnverkehr        | Schienennetz, Liniennetz                               | Schienen, Bahnhöfe, Eisenbahnbrücken, Eisenbahntunnel, Eisenbahnrecht, Betriebsleittechnik                                             |
| Schiffsverkehr     | Wasserstraßennetz * Binnenschifffahrt * Seeschifffahrt | * Binnenhäfen, Hafenanlagen, Revierzentralen * Seehäfen, Schifffahrtsrecht, Verkehrszentralen                                          |
| Luftverkehr        | Luftstraßennetze                                       | Flughäfen, Flugsicherung, Luftfahrtrecht, Luftraumüberwachung                                                                          |
| Leitungsverkehr    | Leitungsnetze                                          | Breitbandnetze, Kanalnetze, Stromnetze, Telefonnetze, Verteilnetze, Speicher                                                           |
| Nachrichtenverkehr | Nachrichtenverkehrsnetze                               | Funknetze (Mobilfunknetze, Infrastruktur-Netzwerke), Kabelfernsehnetze, Kommunikationsnetze, Telefonnetze, Sendeanlagen, Rundfunkrecht |

Kommunikationsnetze dienen dazu, Nachrichtenverbindungen zwischen Absender und Empfänger zu ermöglichen.

## Topografie/Verkehrsgeografie
Auf topografischen Karten wird die Gesamtheit aller Eisenbahnen, Straßen, Wege und Flugplätze mit den zugehörigen Bauwerken als Verkehrsnetz angesehen.
Aus verkehrsgeografischer Sichtweise besteht das Verkehrsnetz aus Kanten, Knotenpunkten und dem Hinterland der Peripherie. Die Knotenpunkte oder Zentren werden durch die Kanten verbunden, die den Verkehrsstrom aufnehmen. Das Hinterland oder die Peripherie wird von den einzelnen Knoten aus versorgt. Diese Aufteilung in Kanten und Knoten ermöglicht es, komplexe Verkehrsnetze zu vereinfachen und mit der Graphentheorie zu untersuchen.
Beispiele
- In Transportnetzwerken für den Datenverkehr (Rechnernetz) sind die Kanten die Provider und die Knoten die Telefonnetze.
- In Transportnetzwerken für elektrischen Strom (Stromnetz) sind Kanten die Fernleitungen und Knoten die Schaltstationen und Unterwerke.
- In Transportnetzwerken für Gas (Gasnetz) sind die Kanten Rohrleitungen und die Knoten Verdichterstationen.
- In Transportnetzwerken für Stückgüter sind die Kanten die Straßen und die Knoten die Umschlagplätze (an den Umschlagplätzen kann auch eine Zwischenlagerung stattfinden).

## Struktur und Ausrichtung
Kurze Wege zwischen den einzelnen Knotenpunkten kann ein Ziel bei dem Aufbau des Verkehrsnetzes sein. Ebenso kann versucht werden, die Bau- und Unterhaltungskosten des Verkehrsnetzes möglichst gering zu halten. Je nachdem, was gewünscht ist, ergibt sich eine grob- oder feinmaschige Struktur. Eine wichtige Kennzahl für Verkehrsnetze ist die Netzdichte.
Verkehrsnetze können verschieden gerichtet sein. Der Transport kann entweder nur in einer Richtung erfolgen, wie z. B. für Gas, Öl und Massengüter. Es gibt auch Verkehrsnetze ohne Vorzugsrichtung, wie z. B. für Strom und für Stückgüter.

## Optimierung
In der Verkehrswirtschaft gibt es verschiedenste Teilaufgaben, um ein Verkehrsnetzwerk wirtschaftlich zu unterhalten und Transporte in diesem Netzwerk zu betreiben.
Es gibt in den meisten Transportnetzwerken eine Hierarchie für die Verteilung von Gütern über lange Distanzen wie beispielsweise den Seeverkehr von Kontinent zu Kontinent, den Straßenverkehr von Stadt zu Stadt und schließlich den Verteilverkehr von Lagerplatz zu Lagerplatz.
Sorgfältig optimierte Transportnetzwerke führen den Verkehr auf verschiedenen Transportmitteln wie mit dem Schiff, mit dem Flugzeug oder mit der Bahn und dem Lkw. 

## Netzwerkökonomie
Das Verkehrsnetz wird auch in der Netzwerkökonomie thematisiert, weil es Straßennetze, Schienennetze, Wasserstraßennetze und Luftstraßennetze gibt, die als Netzwerk funktionieren. 
Netzzugang
Der Netzzugang zum Verkehrsnetz ist bei Fußgängern und Radfahrern nicht reglementiert, Kraftfahrer benötigen einen Führerschein, eine Zulassung von Fahrzeugen zum Straßenverkehr sowie eine Kfz-Haftpflichtversicherung. Öffentliche Verkehrsmittel wie Straßenbahnen, Omnibusse, Eisenbahnen und Fluggesellschaften bedürfen einer besonderen Betriebserlaubnis.
Verkehrsfluss
Im Hinblick auf den Verkehrsfluss gibt es drei Abstufungen:
- Beim freien Verkehrsfluss bewegen sich Fahrzeuge bei niedriger Verkehrsdichte unabhängig und unbeeinflusst voneinander mit hoher Fahrgeschwindigkeit.
- Beim synchronisierten Verkehrsfluss ist die Verkehrsdichte höher und der zeitliche Abstand zwischen zwei Fahrzeugen hintereinander (Zeitlücke) wird geringer. Die Zeitlücke ist so klein, dass die Fahrzeuge ihre Geschwindigkeit aus Sicherheitsgründen anpassen müssen.
- Beim Stop-and-Go hat die Verkehrsdichte so weit zugenommen, dass es zum Stillstand der Fahrzeuge kommt, wodurch der Verkehrsfluss auf „Null“ sinkt.

Die drei Verkehrsgrößen Verkehrsdichte, Verkehrsfluss und mittlere Geschwindigkeit werden in makroskopischen Verkehrsmodellen als Strömungsgröße betrachtet.
Externe Effekte
Wird der Nutzen eines Verkehrsteilnehmers durch einen anderen Verkehrsteilnehmer beeinflusst, ohne dass letzterer die Auswirkungen bedenkt, liegt ein negativer externer Effekt vor. Der Verkehrsstau ist ein solcher externer Effekt, weil ein Verkehrsteilnehmer seine Entscheidung zur Benutzung einer Straße trifft, ohne dabei zu berücksichtigen, dass er hierdurch den Zeitaufwand für die anderen Verkehrsteilnehmer erhöht.
Staukosten entstehen durch längere als geplante Fahrzeiten (Verspätungen), höhere Betriebskosten (Kraftstoffverbrauch, Abnutzung des Fahrzeugs) oder Unfallkosten. Externe Staukosten wie Unfallkosten entstehen insbesondere bei Verkehrsträgern, „deren Kapazitätsauslastung dezentral von einer Vielzahl unabhängiger Verkehrsteilnehmer bestimmt wird.“ Dies trifft insbesondere auf den Individualverkehr zu.
Der Verkehrsstau und der Verkehrsunfall sind im Sinne der Netzwerkökonomie eine Netzstörung.

## Verknüpfung der einzelnen Netze
Die Umschlagplätze (wie Bahnhöfe, Binnenhäfen, Flughäfen, Seehäfen und Containerterminals) verknüpfen im kombinierten Verkehr die Teilnetze der verschiedenen Verkehrsarten. Beispielsweise verknüpft der Seehafen das Verkehrsnetz des Seeverkehrs mit den Netzen des Binnenlandes, also den Binnenwasserstraßen, Schienennetzen, Straßennetzen und Leitungsnetzen. So kann beispielsweise der Vorlauf zum Bahnhof/Flughafen/Hafen von Speditionen übernommen werden, der Hauptlauf durch Eisenbahnverkehrsunternehmen/Fluggesellschaften/Reedereien und der Nachlauf wieder durch Spediteure.

## Wirtschaftliche Aspekte
In der Volkswirtschaftslehre wird diskutiert, dass es bei Allmendegütern wie Straßen, Wäldern und Gewässern zur Übernutzung (Verkehrsinfarkt im Straßennetz, Überweidung von Agrarflächen, Überfischung der Weltmeere, Überjagung der Tierwelt) kommen kann, weil für deren Nutzung keine oder zu geringe Marktpreise verlangt werden (Tragik der Allmende). Im Verkehrsstau ist eine Übernutzung der Verkehrsnetze zu sehen. Das – ursprünglich – öffentliche Gut Straße wird beim Verkehrsstau zum Allmendegut und zu einem Klubgut dann, wenn sie verkehrsarm ist und der Verkehrsteilnehmer eine Maut entrichten muss. Schließlich wird sie bei Verkehrsstau und Mautgebühr sogar zu einem privaten Gut. Das gilt auch generell im Schienen-, Schiffs- und Flugverkehr. 